# ژان-نوئل پانکرازی

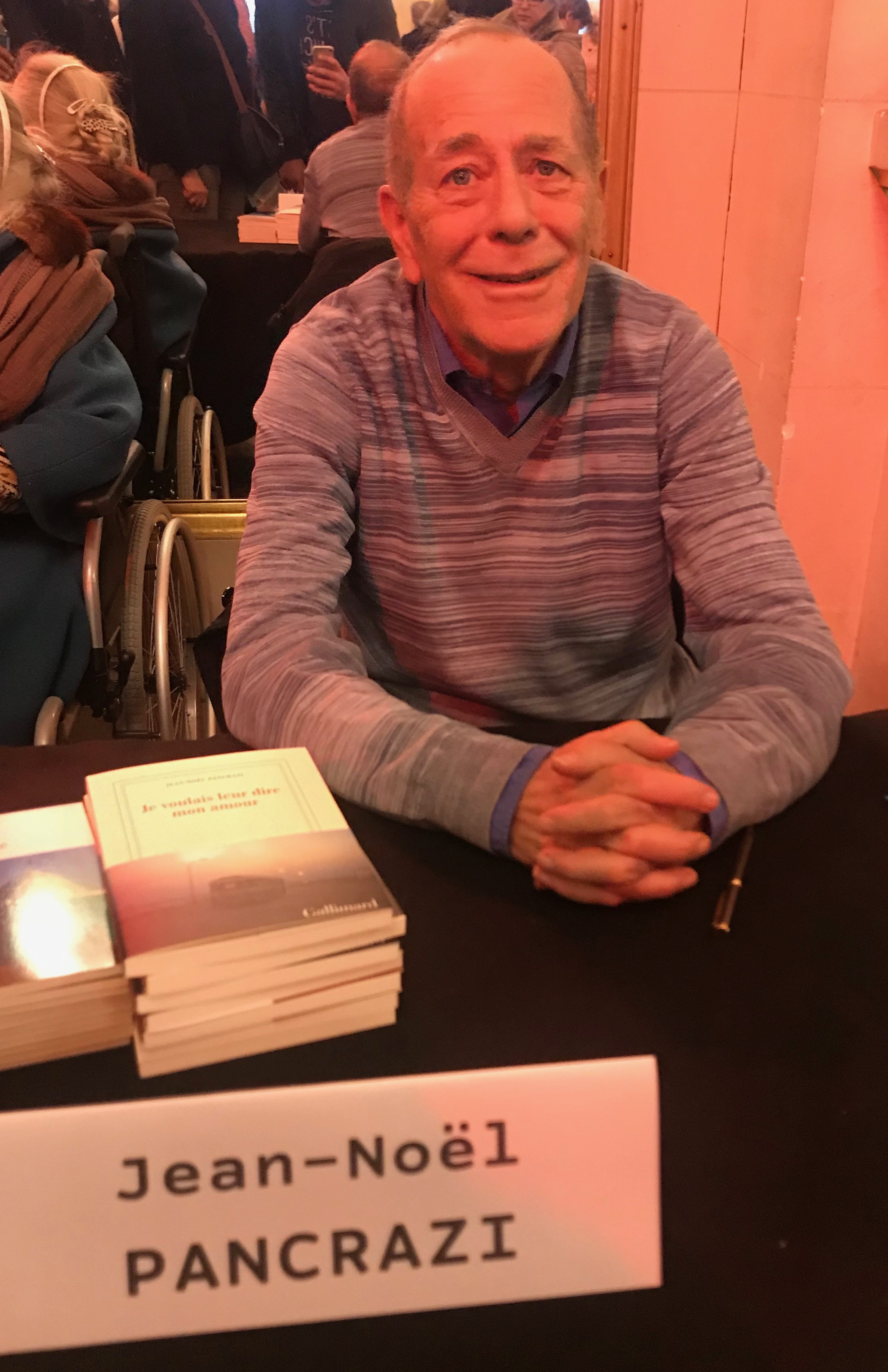
تصویری از ژان-نوئل پانکرازی

ژان-نوئل پانکرازی (فرانسوی: Jean-Noël Pancrazi‎؛ ۲۸ آوریل ۱۹۴۹ – ) یک مولف اهل فرانسه است.
وی برنده جوایزی همچون جایزه بزرگ رمان فرهنگستان فرانسه شده است.